# Saccharinschmuggel
Saccharinschmuggel ist der Schmuggel des Süßstoffs Saccharin. Dieser Schmuggel war um die Wende vom 19. zum 20. Jahrhundert bis hin zur Zeit des Ersten Weltkriegs in Europa weit verbreitet.

## Hintergrund
Herstellung und Verkauf des Süßstoffs Saccharin waren zur Zeit der Jahrhundertwende in fast allen europäischen Ländern verboten oder mit hohen Steuern belegt: in Italien seit 1889, in Belgien seit 1897, in Russland seit 1900 und in Frankreich seit 1902. Der Import nach Österreich-Ungarn war seit 1898 komplett verboten. Im Deutschen Reich gab es seit 1898 Gesetze, die Saccharinproduktion und -handel einschränkten; 1902 erließ der Reichstag gegen den Widerstand von SPD und Freisinnigen schließlich ein umfassendes Verbot. Saccharin war damit in Deutschland, wie auch in Frankreich, Belgien und Spanien, nur noch auf Rezept in Apotheken erhältlich.
Hintergrund der Verbote war der Schutz der einheimischen Rübenzuckerindustrie, obwohl daneben auch Argumente gesundheitlicher Art vorgebracht und Saccharin als „Teerzucker“ verunglimpft wurde. Für das Deutsche Reich und Österreich-Ungarn war Rübenzucker zu dieser Zeit das wichtigste Exportprodukt – Deutschland war der weltgrößte Zuckerexporteur und die Zuckerindustrie machte einen bedeutenden Anteil an den Steuereinnahmen des deutschen Staates aus. In Deutschland gab es außerdem eine starke Lobby in Form des 1850 gegründeten Vereins für die Rübenzuckerindustrie des Deutschen Reichs. Auch die meisten anderen europäischen Länder schützten durch hohe Besteuerung und Importbeschränkungen die Rübenzuckerindustrie; eine Ausnahme in Mitteleuropa aber bildete die Schweiz.
Zunächst hatte Fahlberg-List ein Monopol auf die Produktion des Süßstoffs. Durch die Konkurrenz der Chemischen Fabrik von Heyden, die einen kostengünstigeren Prozess nutzte, sank der Preis von 150 Mark pro Kilo im Jahr 1888 auf ein Zehntel dessen im Jahr 1902. Der Kilopreis lag damit zwar noch immer über dem von Raffinierzucker, aber Saccharin ist sehr viel ergiebiger. Hieraus ergaben sich für die Schmuggler hohe Gewinnspannen, zumal im Jahr nach dem Verbot der Zuckerpreis in Deutschland um 23 % anstieg. Noch größere Gewinne versprach der Schmuggel nach Böhmen, Polen und Russland.

### Situation in der Schweiz
In der Schweiz war Zucker mit Rücksicht auf die einheimische Schokoladenherstellung nur gering besteuert und entsprechend günstig; der Staat hatte kaum Steuerverluste zu befürchten und keinen Anreiz, Schutzzölle auf Süßstoffe einzuführen.
Die Saccharinproduktion wurde ein Grundpfeiler der chemisch-pharmazeutischen Industrie der Schweiz, wie etwa von Sandoz und Ciba. Den Grundstoff Toluol lieferte die deutsche BASF. Ausländische Unternehmen wie von Heyden aus Deutschland, die Société Chimique des Usines du Rhône aus Frankreich und die Chemicals & Saccharin Ltd. aus Großbritannien produzierten in der Schweiz. Der Süßstoff wurde dort in großem Maßstab hergestellt, und die Schweizer Industrie stieg in der Folge zum bedeutendsten Produzenten des Süßstoffs auf.
Legal wurde Saccharin in die Vereinigten Staaten und nach Japan exportiert; der Export nach Deutschland, Österreich und Russland war verboten. Rund die Hälfte der Gesamtproduktion aber wurde, unter stillschweigender Duldung der Schweizer Behörden, über die deutsche und österreichische Grenze geschmuggelt – „in kleinem und auch in großem Maßstab“.
Die Schweiz profitierte stark von Saccharinproduktion und dem durch die internationalen Verbote verursachten Schmuggel.

## Formen des Schmuggels
Saccharin wurde beispielsweise in Autoreifen, Särgen oder in gelöster Form in Champagnerflaschen transportiert. In kleinem Maßstab wurde der Süßstoff in Briefen und Päckchen an Verwandte und Bekannte im Ausland verschickt.
Eine weitere Methode war, in Äther gelöstes Saccharin in Altarkerzen einzugießen, die im Kloster Einsiedeln geweiht wurden. Nachdem man das Saccharin mit Natriumhydroxid extrahiert hatte, konnte das Wachs wiederverwendet werden.
Im deutsch-österreichisch-schweizerischen Grenzgebiet verdanken ganze Siedlungen ihre Existenz dem Schmuggel von Saccharin.
Schmuggler brachten das Saccharin nach Deutschland und weiter Richtung Böhmen.
Im bayerischen Bischofsreut wurde eine ausgehöhlte Heiligenstatue, der „Saccharinheilige“ oder „Saccharin-Nepomuk“, regelmäßig in einer Prozession nach Böhmisch-Röhren über die österreichische Grenze gebracht, die weniger stark bewacht wurde als die zwischen Österreich und der Schweiz. Die Schmuggelroute wurde nie aufgedeckt; die Statue befindet sich seit 1960 in einer eigenen kleinen Kapelle.
Eine weitere Schmuggelroute führte über das Tessin nach Italien.
Anarchisten aus Zürich, aber auch Deutschland und Österreich, unter ihnen Johannes Nohl aus dem Kreis der Kooperative vom Monte Verità bei Ascona (bekannt als „Molino-Bande“), verwendeten Einnahmen aus dem Schmuggel unter anderem zur Finanzierung der Zeitschrift Der Weckruf.
Laut einer Schätzung der Polizei gab es in Zürich zeitweise über tausend professionelle „Dealer“.

## Bekämpfung
„Kaum eine Art des Schmuggels dürfte einerseits so hohen Gewinn versprechen, andererseits so schwer zu verhindern sein wie der Saccharinschmuggel.“

In Deutschland wurde der Saccharinschmuggel von Polizei und Zollbehörden rigoros verfolgt; auch Russland ging ähnlich hart vor.
1911 wurde ein Zentralamt für die Verfolgung des Verkehrs mit künstlichen Süssstoffen in Freiburg im Breisgau errichtet. Daneben gab es „Amtliche Nachrichtenstellen für illegalen Süssstoffverkehr“, die dem Reichsschatzamt unterstellt wurden.
Die österreichische Polizei errichtete „spezielle Dezernate“.
In der Zentralevidenzstelle bei der k. k. Finanzbezirksdirektion in Wien wurde 1911 ein „Schmugglerverzeichnis“ angelegt; darin waren 1600 Personen registriert.
Auf deutschen Druck hin gingen schließlich auch die Schweizer Behörden strenger gegen den Süßstoffschmuggel vor. Im Jahr 1912 wurden laut Basler Nachrichten 931 Saccharin-Schmuggler festgenommen. Die Repressionen führten aber allenfalls dazu, dass vermehrt organisierte „mafiaähnliche“ Strukturen entstanden.
Ab 1907 kam es auf Betreiben Russlands zu Versuchen, den internationalen Süßstoffhandel zu regulieren.
Die Schweiz, auf ausländischen Druck hin beteiligt, war dabei, etwa auf den Saccharin-Konferenzen 1909 und 1913, isoliert.
Im April 1914 wurde schließlich eine Internationale Konvention über die Reglementierung des Saccharins beschlossen, die jedoch nach Ausbruch des Ersten Weltkriegs nicht mehr ratifiziert wurde. Sie hätte die Schweiz zur „Übernahme der restriktiven Süssstoffgesetze zwingen“ wollen.
Der Schmuggel nach Deutschland ging erst zurück, als das Saccharinverbot im Ersten Weltkrieg aufgehoben wurde. Süßstoff sollte nun als Ersatz für den rationierten Zucker dienen. Zugleich stieg der Preis in den USA stark an (von 1,5 $ auf 40 $ pro Pfund). Der Schmuggel nach Deutschland und Österreich verlor damit an Bedeutung.